# Beaverdale (Iowa)
Beaverdale es un lugar designado por el censo ubicado en el condado de Des Moines en el estado estadounidense de Iowa. En el Censo de 2010 tenía una población de 952 habitantes y una densidad poblacional de 149,78 personas por km².

## Geografía
Beaverdale se encuentra ubicado en las coordenadas 40°50′55″N 91°12′8″O / 40.84861, -91.20222. Según la Oficina del Censo de los Estados Unidos, Beaverdale tiene una superficie total de 6.36 km², de la cual 6.31 km² corresponden a tierra firme y (0.73%) 0.05 km² es agua.

## Demografía
Según el censo de 2010, había 952 personas residiendo en Beaverdale. La densidad de población era de 149,78 hab./km². De los 952 habitantes, Beaverdale estaba compuesto por el 95.59% blancos, el 1.47% eran afroamericanos, el 0.32% eran amerindios, el 0.21% eran asiáticos, el 0% eran isleños del Pacífico, el 0.11% eran de otras razas y el 2.31% pertenecían a dos o más razas. Del total de la población el 1.79% eran hispanos o latinos de cualquier raza.